# Minister des Königreichs Hannover
Dieser Artikel listet die Minister des hannoverschen Kurfürstentums Braunschweig-Lüneburg ab 1692 auf und diejenigen des Königreichs Hannover von 1814 bis 1866.

## Minister der Deutschen Kanzlei bis 1837
Das Kurfürstentum Braunschweig-Lüneburg bzw. (ab 1814) das Königreich Hannover waren von 1714 bis 1837 mit Großbritannien in Personalunion verbunden. Die Deutsche Kanzlei in London erledigte die wichtigsten Geschäfte, zugleich die auswärtigen Angelegenheiten, bis zu ihrer Auflösung 1837. Die Deutsche Kanzlei war eine Immediatbehörde mit (seit 1730) nur jeweils einem, aber auf den Monarchen sehr einflussreichen Minister.
- 1714–1720 Andreas Gottlieb Freiherr von Bernstorff
- 1720–1730 Hans Kaspar Graf von Bothmer
- 1725–1727 Christian Ulrich von Hardenberg
- 1728–1737 Johann Philipp von Hattorf
- 1737–1748 Ernst von Steinberg
- 1748–1762 Philipp Adolph von Münchhausen
- 1762–1771 Johann Burchard von Behr
- 1771–1795 Johann Friedrich Karl von Alvensleben
- 1795–0000 Georg August von Steinberg[1]
- 1795–1805 Ernst Ludwig Julius von Lenthe
- 1805–1831 Ernst Friedrich Herbert Graf von Münster-Ledeburg, Freiherr von Grothaus
- 1831–1837 Ludwig Conrad Georg von Ompteda

## Kabinettsminister seit 1837
Nach Ende der Personalunion 1837 ließ König Ernst August die bisherigen Minister als Departementschefs ihre Tätigkeit weiterführen und behielt nur einen einzigen Kabinettsminister bei, der damit die Stellung eines Leitenden Staatskanzlers erhielt.
- 1837–1844 Georg Victor Friedrich Diedrich von Schele
- 1845–1848 Georg Friedrich Freiherr von Falcke

## Departements 1816–1832
Eigentliche Ministerien als Behörden wurden erst 1832 eingerichtet, zuvor standen die Minister Regierungsdepartements vor.
- Departement der Grenz- und Hoheitssachen
  - 1816–1823 Friedrich Franz Dietrich von Bremer
  - 1823–1831 Ludwig Conrad Georg von Ompteda
  - 1831–1832 Friedrich Franz Dietrich von Bremer

- Departement der auswärtigen Angelegenheiten
  - 1816–1832 Friedrich Franz Dietrich von Bremer

- Justiz-Departement
  - 1816–1827 Ernst August Rumann
  - 1827–1832 Justus von Schmidt-Phiseldeck

- Departements der Lehnssachen (1832 zum Justizministerium, 1848–1850 selbständiges Ministerium, 1850–1858 zum Finanzministerium, 1858–1866 zum Ministerium des Kgl. Hauses)
  - 1816–1818 Claus von der Decken
  - 1818–1823 Friedrich Franz Dietrich von Bremer
  - 1823–1828 Carl Friedrich Alexander Freiherr von Arnswaldt
  - 1828–1832 Carl Wilhelm August Freiherr von Stralenheim

- Departements der Universitätssachen, der geistlichen und Schulsachen und der Klostersachen
  - 1816–1828 Carl Friedrich Alexander Freiherr von Arnswaldt
  - 1829–1832 Carl Wilhelm August Freiherr von Stralenheim

- Kriegs-Kanzlei
  - 1816–1823 Adolph Frederick, Herzog von Cambridge, Präsident

- Departement der für (vor) das Kgl. Ministerium gehörigen Militärsachen
  - 1816–1823 Friedrich Franz Dietrich von Bremer
  - 1823–1831 Ludwig Conrad Georg von Ompteda

- Departement der allgemeinen Finanzsachen
  - 1816–1831 Friedrich Franz Dietrich von Bremer

- Departement der Domanial-, Kammer und Zollsachen
  - 1816–1823 Claus von der Decken

- Departement der allgemeinen Finanzsachen, mit Einschluß der Domanial-, Kammer- und Zollsachen
  - 1824–1831 Friedrich Franz Dietrich von Bremer

- Departement der Kommerz- und Manufaktursachen
  - 1816–1822 Claus von der Decken
  - 1822–1831 Franz August von Meding

- Departement der allgemeinen Finanzsachen, einschließlich der landschaftlichen, Domanial-, Kammer- und Zollsachen, Kommerz- und Manufaktursachen
  - 1831–1832 Caspar Detlev Schulte

- Departement der Postsachen
  - 1816–1832 Friedrich Franz Dietrich von Bremer

- Departement der Bergwerks- und Harzsachen
  - 1816–1822 Claus von der Decken
  - 1822–1832 Franz August von Meding

- Departement der Generalpolizei- und Städtesachen
  - 1816–1822 Claus von der Decken
  - 1822–1831 Franz August von Meding
  - 1831–1832 Johann Caspar von der Wisch[2]

- Departement der Wegbausachen
  - 1816–1822 Claus von der Decken
  - 1822–1824 Franz August von Meding
  - 1824–1831 Ludwig Conrad Georg von Ompteda
  - 1831–1832 Johann Caspar von der Wisch

- Departement der Landesökonomiesachen
  - 1816–1828 Carl Friedrich Alexander Freiherr von Arnswaldt
  - 1829–1832 Carl Wilhelm August Freiherr von Stralenheim

- Departement der inneren Hoheitssachen
  - 1831–1832 Johann Caspar von der Wisch

## Minister seit Gründung der Fachministerien 1832 bis 1848
- Ministerium der auswärtigen Angelegenheiten
  - 1832–1837 Carl August Graf von Alten
  - 1837–1844 Georg Victor Friedrich Diedrich von Schele
  - 1844–1848 Georg Friedrich von Falcke

- Justiz-Ministerium
  - 1832–1847 Carl Wilhelm August Freiherr von Stralenheim
  - 1847–1848 Eduard August Friedrich von Schele

- Ministerium der geistlichen und Unterrichtssachen (Kultusministerium)
  - 1832–1847 Carl Wilhelm August Freiherr von Stralenheim
  - 1847–1848 Carl Anton Wilhelm Graf von Wedel

- Kriegs-Ministerium
  - 1831–1840 Carl August Graf von Alten
  - 1840–1847 Ferdinand Hans Ludolf von Kielmannsegg

- Ministerium der Finanzen und des Handels
  - 1832–1846 Caspar Detlev Schulte
  - 1847–1848 Eduard Georg Ludwig William Howe Graf von Kielmansegge

- Ministerium des Innern
  - 1832–1848 Johann Caspar von der Wisch

## Ministerien unter König Ernst August 1848 bis 1851
Erst seit 1848 bildeten die Minister als gleichberechtigte Fachminister ein einheitliches Ministerium des Königreiches, nachdem die Einrichtung des exklusiven und einzigen Kabinettsministers und die Unterstellung der Departementsminister infolge der Verfassungsänderungen von 1848 beseitigt worden war. 1848 wurde zusätzlich ein Ministerium des königlichen Hauses errichtet.

### 1. Ministerium 1848–1850
- Auswärtiges: Alexander Levin Graf von Bennigsen
- Justiz: Otto Albrecht von Düring
- Lehnssachen: Carl Anton Wilhelm Graf von Wedel
- Kultus: August Theodor Braun
- Krieg: Victor Prott
- Finanzen: Wilhelm Lehzen
- Inneres: Johann Carl Bertram Stüve
- Kgl. Haus: Alexander Levin Graf von Bennigsen

### 2. Ministerium 1850–1851
- Auswärtiges: Alexander Freiherr von Münchhausen
- Justiz: Rudolph Carl Christian August von Rössing
- Kultus: Georg Theodor Meyer
- Krieg: Carl Jacobi
- Finanzen: Wilhelm Carl Conrad Freiherr von Hammerstein-Loxten
- Inneres: Christian Wilhelm Lindemann
- Kgl. Haus: Alexander Freiherr von Münchhausen

## Ministerien unter König GeorgV. (1851–1866)

### 1. Ministerium 1851–1853
- Auswärtiges: Eduard August Friedrich Freiherr von Schele
- Justiz: Ludwig Windthorst
- Kultus: Georg Heinrich Justus Bacmeister (bis 1852), dann: Carl Jobst August von Reiche
- Krieg: Eberhard von Brandis
- Finanzen: Friedrich von der Decken (bis 1852), dann: Georg Heinrich Justus Bacmeister
- Inneres: Wilhelm Otto Friedrich von Borries (bis 1852), dann: Wilhelm Carl Conrad Freiherr von Hammerstein-Loxten
- Kgl. Haus: Eduard August Friedrich Freiherr von Schele

### 2. Ministerium 1853–1855
- Auswärtiges: Ernst von Lenthe
- Justiz: Ferdinand Arnold Busch
- Kultus: Heinrich Bergmann
- Krieg: Eberhard von Brandis
- Finanzen: Eduard Christian von Lütcken
- Inneres: Johann Friedrich Adolph Ferdinand Wedemeyer[3]
- Kgl. Haus: Eduard Christian von Lütcken

### 3. Ministerium 1855–1862
- Auswärtiges: Adolf Ludwig Karl Graf von Platen-Hallermund
- Justiz: Friedrich von der Decken (bis 1862), dann: Germann Erich Ludewig von Bar
- Kultus: Carl Friedrich Ernst August von Bothmer (bis 1861), dann: Germann Erich Ludewig von Bar (beauftragt)
- Krieg: Eberhard von Brandis
- Finanzen: Eduard Georg Ludwig William Howe Graf von Kielmansegge
- Inneres: Wilhelm Friedrich Otto Graf (seit 1860) von Borries
- Kgl. Haus: Eduard Georg Ludwig William Howe Graf von Kielmansegg

### 4. Ministerium 1862–1865
- Auswärtiges: Adolf Ludwig Karl Graf von Platen-Hallermund
- Justiz: Ludwig Windthorst
- Kultus: Carl Wilhelm Franz Lichtenberg
- Krieg: Eberhard Freiherr von Brandis
- Finanzen: Carl Erxleben (Politiker, 1814)
- Inneres: Wilhelm Carl Conrad Freiherr von Hammerstein-Loxten
- Kgl. Haus: Carl Otto Unico Ernst von Malortie

### 5. Ministerium 1865–1866
- Auswärtiges: Adolf Ludwig Karl Graf von Platen-Hallermund
- Justiz: Gerhard Adolph Wilhelm Leonhardt
- Kultus: Bodo von Hodenberg
- Krieg: Eberhard Freiherr von Brandis
- Finanzen: Georg Heinrich Wilhelm Dieterichs
- Inneres: Georg Heinrich Justus Bacmeister
- Kgl. Haus: Carl Otto Unico Ernst von Malortie